# Jesús Fuentes Lázaro
Jesús Fuentes Lázaro (Toledo, 23 de maig de 1946), és un polític espanyol. Va ser president de la Junta de Comunitats de Castella-la Manxa preautonòmica des de desembre de 1982 fins a maig de 1983. Historiador i periodista, Fuentes és un històric militant del PSOE a la província de Toledo. Diputat a les eleccions generals espanyoles de 1979, 1982 i 1986, a més de senador a les eleccions generals espanyoles de 1989, en tots els casos per la província de Toledo.
Jesús Fuentes va ser nomenat president de la Junta el 22 de desembre de 1982. Després de ser escollit candidat a la presidència de la Junta en les primeres eleccions autonòmiques de Castella-la Manxa, la direcció federal del partit va imposar José Bono,
Va ser regidor de l'Ajuntament de Toledo des de 1987 a 1991, havent estat el portaveu del Grup Municipal Socialista. En el mateix període va exercir de portaveu dels socialistes a la Diputació Provincial de Toledo, de la que n'era diputat. Jesús Fuentes va ocupar el lloc de Secretari General del PSOE provincial de Toledo des de l'any 1981 fins al 1987, data en la qual una Comissió Gestora es va encarregar de la direcció del Partit davant la dimissió de Fuentes. En l'actualitat, és Director Provincial del Servei Públic d'Ocupació Estatal a Toledo.